# Karen Armstrong
Karen Armstrong (Wildmoor, 14 novembre 1944) è una saggista britannica, autrice di molti libri di religione comparata, ha scritto il bestseller History of God (Storia di Dio).

## Biografia
Ex suora della Società del Santo Bambino Gesù, Karen Armstrong afferma che «Tutte le grandi religioni dicono la stessa cosa nello stesso modo, nonostante le differenze di superficie». Tutte hanno in comune – sostiene ella – un'enfasi sull'importanza preponderante della compassione, espressa attraverso la regola d'oro: «Non fare agli altri quello che non vorresti fosse fatto a te».
Autrice di molti libri sulla religione musulmana, a partire dall'11 settembre 2001 è diventata molto richiesta nel circuito delle conferenze negli Stati Uniti. Nel febbraio del 2008, la Armstrong ha fatto un appello per la realizzazione di una Carta della Compassione, una iniziativa di dialogo interreligioso globale, un'iniziativa che – ha detto la Armstrong – ha già il sostegno dell'arcivescovo Desmond Tutu e delle Nazioni Unite.